# Antoine-François de Bertier
Pour les articles homonymes, voir Bertier.
 Antoine-François de Bertier  (né à Toulouse en 1631, †  à Rieux le 25 octobre 1705) est un ecclésiastique français qui fut abbé commendataire et successeur de son oncle Jean-Louis de Bertier comme évêque de Rieux.

## Biographie
François-Antoine ou Antoine-François de Bertier, est le fils de Jean de Bertier, président à mortier. 
Docteur en droit et en théologie, prieur de Bérat, il reçoit du pape Innocent X le 3 avril 1652 à la suite de la renonciation de son oncle Jean-Louis de Bertier l'abbaye Saint-Antoine-et-Saint-Pierre de Lézat dans l'actuel département de l'Ariège et de celle de La Capelle dans le diocèse de Toulouse. 
Il succède à son oncle Jean Louis de Bertier comme évêque de Rieux dès 1657 mais il n'est confirmé  que le  17 avril 1662 et consacré le 25 juin suivant par Gilbert de Choiseul du Plessis-Praslin évêque de Saint-Bertrand de Comminges et ceux de Lodève et de Saint-Papoul. Il est à l'origine de l'implantation dans son diocèse de la Confrérie du Sacré-Cœur et il meurt subitement le 29 octobre 1705 dans son palais épiscopal à l'âge de 74 ans.
Il est l'oncle de David Nicolas de Bertier (1652-1719), évêque de Blois de 1693 à 1719.